# High Hopes (альбом)
| Совокупная оценка    | Совокупная оценка |
| Источник             | Оценка            |
| -------------------- | ----------------- |
| Metacritic           | 67/100            |
| Оценки критиков      |                   |
| Источник             | Оценка            |
| AllMusic             | [ 3 ]             |
| The A.V. Club        | C+                |
| Chicago Tribune      | [ 5 ]             |
| Entertainment Weekly | B                 |
| The Guardian         | [ 7 ]             |
| The Independent      | [ 8 ]             |
| NME                  | 8/10              |
| Pitchfork            | 4.0/10            |
| Rolling Stone        | [ 11 ]            |
| Slant                | [ 12 ]            |
| Spin                 | 5/10              |

High Hopes (с англ. — «Большие надежды») — 18-й студийный альбом американского рок-певца Брюса Спрингстина, выпущенный 14 января 2014 года на лейбле Columbia Records вместе с его ранней группой E Street Band. Продюсерами диска стали Рон Эниелло, Брендан О’Брайен и сам Брюс Спрингстин. Диск сразу возглавил основной американский хит-парад Billboard 200 (в 11-й раз в карьере певца) и британский чарт UK Albums Chart (в 10-й раз).

## История
Работа над альбомом началась 9 декабря 2012 года, когда Спрингстин позвонил Эниелло с целью обсудить некоторые демозаписи старых песен, которые так и не были закончены. Работы начались в Лос-Анджелесе и продолжались в различных студиях в Австралии и США (Нью-Джерси, Атланта, Нью-Йорк, Нэшвилл).
High Hopes стал первым студийным альбомом Спрингстина, полностью состоящим из кавер-версий песен, а также переработанных версий треков из прошлых альбомов, мини-альбомов и туров. «Лучший способ описать эту пластинку, — сказал Спрингстин, — это то, что она немного аномальна, но не сильно. Я не работаю линейно, как многие люди».

## Коммерческий успех
Альбом вышел 25 сентября 2014 года на лейбле Columbia Records. В первую же неделю релиза диск занял первое место в хит-параде США Billboard 200 с тиражом в 95 000 копий в США. Ранее Брюс Спрингстин 11 раз лидировал в США с альбомами The Rising, The River, Born in the U.S.A., Bruce Springsteen & the E Street Band 1975—1985, Tunnel of Love, Greatest Hits, Devils & Dust, Magic и Working on a Dream. Это 3-й показатель за всю рок-историю, вслед за The Beatles и Jay-Z. Альбом также стал 10-м чарттоппером в Великобритании (5-й результат в истории; столько же дисков № 1 у групп The Rolling Stones и U2).

## Отзывы
Альбом был неоднозначно принят критиками, получил в целом положительные и умеренные отзывы музыкальных критиков и интернет-изданий. Metacritic поставил ему 67/100, основываясь на 37 рецензиях, что является «в целом благоприятным» отзывом. Стивен Томас Эрлевайн из AllMusic написал, что «это довольно захватывающе слышать, как Спрингстин упивается беспорядком противоречий», поскольку «песни не складываются в настроение или повествование», что является контрастом «двум десятилетиям продуманных, целенаправленных альбомов Спрингстина». В Rolling Stone Дэвид Фрик нашел, что «совокупный эффект этой массы старого, заимствованного, синего… это ретроспектива с режущим краем». Для Кайла Андерсона из Entertainment Weekly это «треск непосредственности, несмотря на собранный воедино характер материала». В The Independent Энди Гилл также отметил отсутствие «тематического единства», но похвалил, как «Том Морелло вновь оживил старый материал».

## Список композиций
Автор всех песен Брюс Спрингстин (кроме специально обозначенных).
| №   | Название                                   | Длительность |
| --- | ------------------------------------------ | ------------ |
| 1.  | «High Hopes» (Tim Scott McConnell)         | 4:57         |
| 2.  | «Harry's Place»                            | 4:04         |
| 3.  | «American Skin (41 Shots)»                 | 7:23         |
| 4.  | «Just Like Fire Would» (Chris Bailey)      | 3:56         |
| 5.  | «Down in the Hole»                         | 4:59         |
| 6.  | «Heaven's Wall»                            | 3:50         |
| 7.  | «Frankie Fell in Love»                     | 2:48         |
| 8.  | «This Is Your Sword»                       | 2:52         |
| 9.  | «Hunter of Invisible Game»                 | 4:42         |
| 10. | «The Ghost of Tom Joad»                    | 7:33         |
| 11. | «The Wall»                                 | 4:20         |
| 12. | «Dream Baby Dream» (Martin Rev, Alan Vega) | 5:00         |

- Альбом также был издан на 180-граммовом виниле в виде двойного LP. Вместе с LP упаковывалась и CD-версия альбома[19].
- Делюксовая версия альбома включала ограниченное издание DVD под названием Born in the U.S.A. Live: London 2013.

## Участники записи

### The E Street Band
- Брюс Спрингстин — основной вокал, гитара, синтезатор (треки 6, 8, 12), перкуссия (1, 3, 7), бас-гитара (6), банджо (5, 8), мандолина (7, 8, 12), ударные (12)
- Рой Биттан — фортепиано (1-4, 7, 8, 10-12), орган (8)
- Кларенс Клемонс — саксофон (2, 5)
- Дэнни Федеричи — organ (5, 11)
- Нильс Лофгрен — гитары (1, 2, 4, 11), бэк-вокал (3)
- Патти Скэлфа — бэк-вокал (1, 3, 4-6, 8, 11)
- Гарри Теллент — бас-гитара (1, 2, 4-6, 9, 11)
- Стивен Ван Зандт — гитара (3), бэк-вокал (3, 4, 7, 8)
- Макс Вейнберг — ударные (все треки, кроме 8 и 11)

## Чарты

### Альбом
| Чарт (2014)                         | Высшая позиция |
| ----------------------------------- | -------------- |
| Австралия (ARIA)                    | 1              |
| Австрия (Ö3 Austria)                | 2              |
| Бельгия/Фландрия (Ultratop)         | 1              |
| Бельгия/Валлония (Ultratop)         | 2              |
| Канада (Canadian Albums Chart)      | 1              |
| Дания (Hitlisten)                   | 1              |
| Нидерланды (Album Top 100)          | 1              |
| Финляндия (Suomen virallinen lista) | 1              |
| Франция (SNEP)                      | 2              |
| Германия (Offizielle Top 100)       | 1              |
| Греция (IFPI)                       | 1              |
| Венгрия (MAHASZ)                    | 12             |
| Ирландия (IRMA)                     | 1              |
| Италия (Classifica album)           | 1              |
| Япония (Oricon)                     | 8              |
| Новая Зеландия (RMNZ)               | 1              |
| Норвегия (VG-lista)                 | 1              |
| Польша (ZPAV)                       | 6              |
| Португалия (AFP)                    | 4              |
| Шотландия (Scottish Albums Chart)   | 1              |
| ЮАР (RISA)                          | 6              |
| Испания (PROMUSICAE)                | 1              |
| Швеция (Sverigetopplistan)          | 1              |
| Швейцария (Schweizer Hitparade)     | 1              |
| Великобритания (UK Albums Chart)    | 1              |
| США (Billboard 200)                 | 1              |
| США (Billboard Top Rock Albums)     | 1              |

## Сертификации
| Регион | Сертификация | Продажи  |
| --- | ------------ | -------- |
| Австралия (ARIA) | Золотой      | 35 000^  |
| Австрия (IFPI Austria) | Золотой      | 7500*    |
| Франция (SNEP) | Золотой      | 50 000*  |
| Германия (BVMI) | Золотой      | 100 000^ |
| Италия (FIMI) | Платиновый   | 50 000*  |
| Новая Зеландия (RMNZ) | Золотой      | 7500^    |
| Испания (PROMUSICAE) | Золотой      | 20 000^  |
| Швеция (GLF) | Золотой      | 20 000   |
| Швейцария (IFPI Switzerland) | Золотой      | 10 000^  |
| Великобритания (BPI) | Золотой      | 100 000* |
| * Данные о продажах приведены только на основе сертификации. · ^ Данные о тиражах приведены только на основе сертификации. · Данные о продажах + прослушиваниях приведены только на основе сертификации. |              |          |